# Haryana
Pour l’article homonyme, voir Hariana.
Le Haryana (en hindi : हरियाणा hariyāṇā) est un État du nord de l'Inde.

## Étymologie
Le nom Haryana (/ˈɦəɾɪjaːɳa/) est en lien avec les Abhiras (en) et leur prospérité yana, cités dans le Mahabharata et les textes postérieurs comme le Purana sous les formes Abhira-yana, Ahira-yana, Hirayana, Haryana. Le terme "Haryana" provient de deux mots Sanskrits "Hari" qui signifie "Dieux" et Ayana qui signifie foyer  Les liens supposés avec le terme Aryens n'ont pu être linguistiquement démontrés

## Histoire
Le Haryana a été constitué le 1er novembre 1966 avec une partie du Pendjab.
L’Haryana a le taux de chômage le plus élevé de l’Inde, à 37 %.

## Géographie

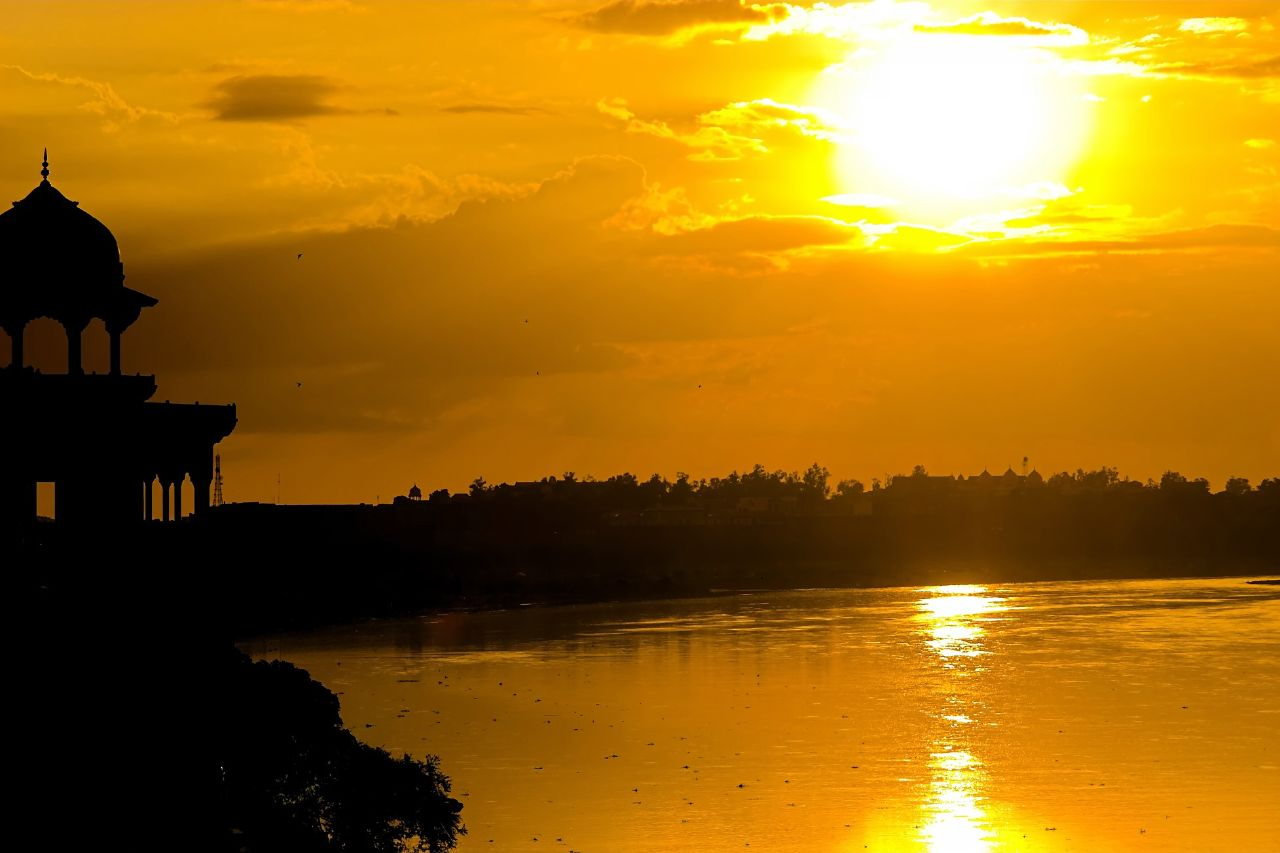
La rivière Yamunâ près de la frontière du Haryana.

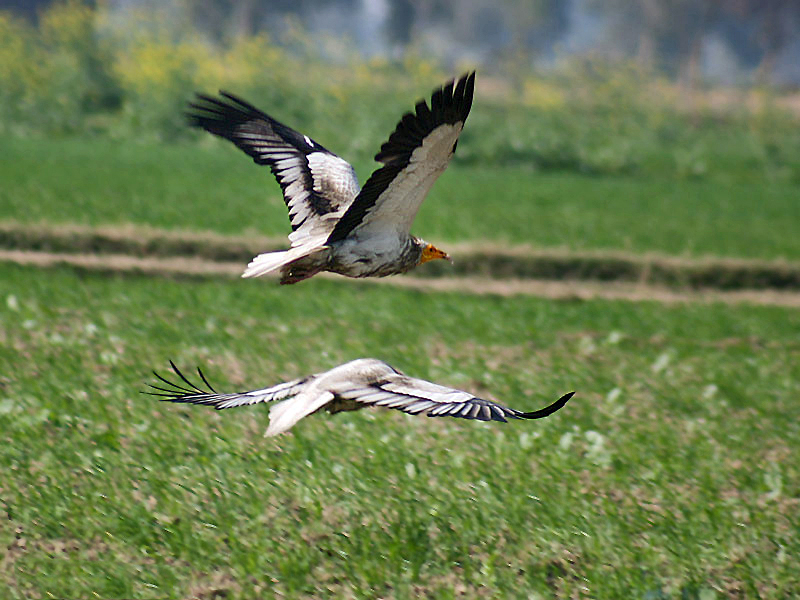
Vautours dans les plaines cultivées du Haryana.

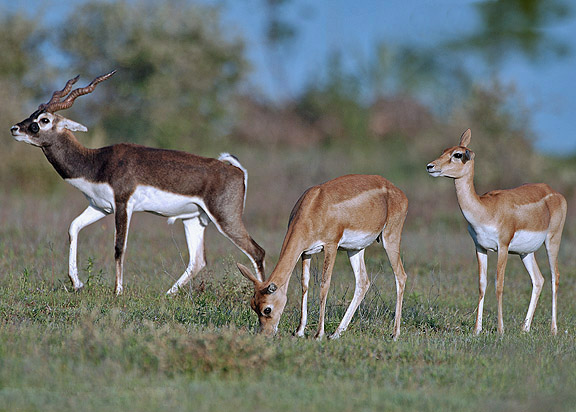
Antilopes mâle et femelles.

Le Haryana est un État enclavé du nord de l'Inde, proche de Delhi. Il est situé entre les latitudes 27°39' et 30°35' N, et les longitudes 74°28' et 77°36' E. L'altitude moyenne du Haryana varie entre 200 et 1 200 mètres. La forêt couvre une surface de 1 553 km2. La géographie physique de le Haryana peut être divisée en quatre entités :
- les plaines des rivières Yamunâ et Ghaggar forment la majeure partie de l'état ;
- la cordillère du Siwalik au nord-est ;
- des plaines sableuses et semi-désertiques au sud-ouest ;
- la chaîne des Ârâvalli au sud.

Le Haryana est bordé au nord-ouest par le Pendjab, au nord-est par l’Himachal Pradesh, à l’est par l’Uttar Pradesh, au sud par le Rajasthan.

### Les rivières du Haryana
La rivière Yamunâ coule le long de la frontière orientale. La rivière Sarasvatî est supposée avoir coulé à Yamunanagar, mais se serait asséchée depuis longtemps.
La rivière Ghaggar est principalement une rivière saisonnière.

### Climat
Le climat du Haryana est similaire à d'autres États de l'Inde des plaines du nord. Les étés sont chauds (jusqu'à 50 °C) et les hivers sont froids (parfois sous les 1 °C). Les mois les plus chauds sont mai et juin, et les plus froids sont décembre et janvier. Les précipitations ne sont pas uniformes, allant de la cordillère de Shivalik, la région la plus arrosée, à la chaîne de l'Aravali, la plus sèche. Environ 80 % des précipitations ont lieu pendant la mousson, de juillet à septembre, et ce qui cause parfois des inondations.

### Flore et faune
Des forêts sèches d'arbres et de buissons caducs et épineux couvrent l'ensemble du territoire. Pendant la mousson, des prairies d'herbe verte recouvrent les collines. On trouve des mûriers, des eucalyptus, des résineux, des gommiers rouges, des Seshams. Parmi la faune endémique on trouve des antilopes cervicapres, des antilopes nilgauts, des léopards, des renards, des mangoustes, des chacals et des chiens sauvages. Plus de 300 espèces d'oiseaux sont répertoriées sur le territoire.

## Agriculture
La race bovine Hariana provient de cette région. Elle est aussi élevée au Bangladesh.

## Politique et administration

### Administration
Le Haryana est découpé en quatre divisions administratives qui sont subdivisées en vingt-et-un districts.
| Divisions | Districts                                              |
| --------- | ------------------------------------------------------ |
| Ambala    | Ambala, Kaithal, Kurukshetra, Panchkula, Yamuna Nagar  |
| Gurgaon   | Faridabad, Palwal, Palwal, Mahendragarh, Mewat, Rewari |
| Hisar     | Bhiwani, Fatehabad, Jind, Hisar, Sirsa                 |
| Rohtak    | Jhajjar, Karnal, Panipat, Rohtak, Sonipat              |

## Démographie
29 % de la population habite en zones urbaines.
Le Haryana est l'un des États où le déficit en femmes est le plus élevé (voir démographie de l'Inde).

## Culture
Le Haryana a un riche héritage culturel qui remonte aux temps védiques. La colline Dhosi est un important site religieux de l'hindouisme.
Samrat Hem Chandra Vikramaditya, le dernier empereur hindou des Indes, aussi appelé Hemu, était originaire de Rewari dans le Haryana. Après avoir défait les forces d'Akbar à Delhi en 1556, il se fit appeler roi « Vikramaditya » en référence aux Védas.

## Tensions religieuses
De fortes tensions religieuses essentiellement alimentées par les nationalistes hindous secouent l'État. Le 31 juillet 2023, à l'initiative notamment de militants de l'organisation extrémiste Bajrang Da, elles prennent la forme d'un pogrom dans la ville de Nuh : des commerces tenus par des musulmans sont saccagés, une mosquée incendiée et l’un de ses clercs assassiné. Les violences se sont répandues ailleurs dans l'État, causant la mort d’au moins six personnes. Des dizaines de conseils de village ont signé des missives afin d’interdire l’entrée des vendeurs musulmans dans leur bourgade. Après les violences qui ont frappé Nuh, le gouvernement Bharatiya Janata Party (BJP) de l’Haryana a décidé de démolir des centaines de maisons et de commerces appartenant, pour la plupart, à des musulmans. Une cour locale a finalement ordonné l’arrêt de ces démolitions, soulevant la question d’un « nettoyage ethnique ».